# Lygistorrhina pentafida
Lygistorrhina pentafida är en tvåvingeart som beskrevs av Papp 2005. Lygistorrhina pentafida ingår i släktet Lygistorrhina och familjen Lygistorrhinidae.
Artens utbredningsområde är Thailand. Inga underarter finns listade i Catalogue of Life.